# Prima Categoria Campania 1964-1965
Il campionato di calcio di Prima Categoria 1964-1965 è stato il V livello del campionato italiano. A carattere regionale, fu il sesto campionato dilettantistico con questo nome dopo la riforma voluta da Zauli del 1958.
Questi sono i gironi organizzati della regione Campania. Dalla stagione 1952-53 le squadre molisane erano aggregate al Comitato Regionale Campano.
Con la creazione del Comitato Provinciale di Campobasso (1952), le squadre molisane nuove affiliate si iscrivevano al campionato provinciale (dal 1959-60 = Terza Categoria) e agli altri campionati campani di Prima e Seconda Categoria.

## Campania

### Girone A

#### Squadre partecipanti
| Squadra              | Città (provincia)          | Stagione 1963-1964 |
| -------------------- | -------------------------- | ------------------ |
| Pol. Acerrana        | Acerra (NA)                |                    |
| S.P. Afragolese      | Afragola (NA)              |                    |
| U.S. Arzanese        | Arzano (NA)                |                    |
| U.S. Caivanese       | Caivano (NA)               |                    |
| Pol. Capua           | Capua (CE)                 |                    |
| Pol. Casoria         | Casoria (NA)               |                    |
| S.S. Giugliano       | Giugliano in Campania (NA) |                    |
| Interfrattese        | Frattamaggiore (NA)        |                    |
| U.S. Juve S.A.F.F.A. | Napoli                     |                    |
| S.S. Maddalonese     | Maddaloni (CE)             |                    |
| Pol. Ortese          | Orta di Atella (CE)        |                    |
| A.C. Pomigliano      | Pomigliano d'Arco (NA)     |                    |
| Rinascita Frattese   | Frattamaggiore (NA)        |                    |
| S.S. Rivetti         | Napoli                     |                    |
| S.S.C. Santantimese  | Sant’Antimo (NA)           |                    |
| U.S. Sessana         | Sessa Aurunca (CE)         |                    |

#### Classifica finale
|  | Pos. | Squadra           | Pt | G  | V  | N  | P  | GF | GS |
|  | ---- | ----------------- | -- | -- | -- | -- | -- | -- | -- |
|  | 1.   | Acerrana          | 54 | 30 | 25 | 4  | 1  | 89 | 17 |
|  | 2.   | Caivanese         | 44 | 30 | 18 | 8  | 4  | 59 | 28 |
|  | 3.   | Casoria           | 39 | 30 | 15 | 9  | 6  | 47 | 26 |
|  | 4.   | Maddalonese       | 39 | 30 | 16 | 7  | 7  | 49 | 28 |
|  | 5.   | Afragolese        | 38 | 30 | 13 | 12 | 5  | 58 | 38 |
|  | 6.   | Juve Saffa        | 35 | 30 | 13 | 9  | 8  | 53 | 47 |
|  | 7.   | Interfrattese     | 34 | 30 | 13 | 8  | 9  | 34 | 25 |
|  | 8.   | Capua             | 31 | 30 | 10 | 11 | 9  | 41 | 33 |
|  | 9.   | Arzanese          | 27 | 30 | 10 | 7  | 13 | 43 | 45 |
|  | 10.  | Frattese (-3)     | 23 | 30 | 9  | 8  | 13 | 27 | 35 |
|  | 11.  | Giugliano (-1)    | 22 | 30 | 8  | 7  | 15 | 27 | 51 |
|  | 12.  | Sessana           | 22 | 30 | 8  | 6  | 16 | 39 | 64 |
|  | 13.  | Ortese            | 21 | 30 | 7  | 7  | 16 | 38 | 84 |
|  | 14.  | Santantimese (-1) | 18 | 30 | 5  | 9  | 16 | 23 | 56 |
|  | 15.  | Pomigliano        | 15 | 30 | 4  | 7  | 19 | 28 | 55 |
|  | 16.  | Rivetti           | 12 | 30 | 2  | 8  | 20 | 27 | 59 |

Legenda:
      Ammessa alle finali regionali.
      Retrocessa in Seconda Categoria Campania 1965-1966.
Regolamento:
Due punti a vittoria, uno a pareggio, zero a sconfitta.
Verdetti
- Acerrana ammessa agli spareggi per la serie D
- Rivetti e Pomigliano retrocedono in Seconda Categoria
- Santantimese agli spareggi

### Girone B

#### Squadre partecipanti
| Squadra                    | Città (provincia)    | Stagione 1963-1964 |
| -------------------------- | -------------------- | ------------------ |
| U.S. Aenaria               | Lacco Ameno (NA)     |                    |
| S.S. Alba Napoli           | Napoli               |                    |
| A.S. Alba XXIII            | Pozzuoli (NA)        |                    |
| S.P. Barrese               | Napoli-Barra         |                    |
| U.S. Flegrea               | Napoli               |                    |
| U.S. Ischia                | Ischia (NA)          |                    |
| A.S. Juventus Napoli       | Napoli               |                    |
| U.S. La Speranza           | Sant’Anastasia (NA)  |                    |
| F.B.C. Libertas Vomero     | Napoli               |                    |
| S.S. Portici               | Portici (NA)         |                    |
| U.S. Portosalvo Isolaverde | Ischia (NA)          |                    |
| A.S. Quarto                | Quarto (NA)          |                    |
| F.C. Turris                | Torre del Greco (NA) |                    |
| Pol. U.N.A.E.M.            | Napoli               |                    |
| Pol. Viribus Unitis        | Somma Vesuviana (NA) |                    |
| Vomero                     | Napoli               |                    |

#### Classifica finale[3]
|  | Pos. | Squadra               | Pt | G  | V | N | P | GF | GS |
|  | ---- | --------------------- | -- | -- | - | - | - | -- | -- |
|  | 1.   | Ischia                | 47 | 30 |   |   |   |    |    |
|  | 2.   | Portici               | 43 | 30 |   |   |   |    |    |
|  | 3.   | Turris                | 40 | 30 |   |   |   |    |    |
|  | 4.   | Portosalvo Isolaverde | 38 | 30 |   |   |   |    |    |
|  | 5.   | Vomero                | 35 | 30 |   |   |   |    |    |
|  | 6.   | U.N.A.E.M.            | 33 | 30 |   |   |   |    |    |
|  | 7.   | Flegrea               | 28 | 30 |   |   |   |    |    |
|  | 8.   | Alba Napoli           | 28 | 30 |   |   |   |    |    |
|  | 9.   | Alba XXIII            | 27 | 30 |   |   |   |    |    |
|  | 10.  | Libertas Vomero       | 26 | 30 |   |   |   |    |    |
|  | 11.  | Barrese               | 26 | 30 |   |   |   |    |    |
|  | 12.  | Aenaria               | 25 | 30 |   |   |   |    |    |
|  | 13.  | Quarto                | 25 | 30 |   |   |   |    |    |
|  | 14.  | Juve Napoli           | 24 | 30 |   |   |   |    |    |
|  | 15.  | La Speranza           | 17 | 30 |   |   |   |    |    |
|  | 16.  | Viribus Unitis        | 13 | 30 |   |   |   |    |    |

Legenda:
      Ammessa alle finali regionali.
      Retrocessa in Seconda Categoria Campania 1965-1966.
Regolamento:
Due punti a vittoria, uno a pareggio, zero a sconfitta.

### Girone C

#### Squadre partecipanti
| Squadra                | Città (provincia)         | Stagione 1963-1964 |
| ---------------------- | ------------------------- | ------------------ |
| U.S. Agropoli          | Agropoli (SA)             |                    |
| U.S. Angri             | Angri (SA)                |                    |
| A.C. Atripalda         | Atripalda (AV)            |                    |
| U.S. Battipagliese     | Battipaglia (SA)          |                    |
| Pol. Cavese            | Cava de' Tirreni (SA)     |                    |
| Pol. Gelbison          | Vallo della Lucania (SA)  |                    |
| U.S. Gesualdo          | Gesualdo (AV)             |                    |
| U.S. Padula            | Padula (SA)               |                    |
| U.S. Paganese          | Pagani (SA)               |                    |
| A.S. Palmese           | Palma Campania (NA)       |                    |
| U.S. Pompei            | Pompei (NA)               |                    |
| S.C. Sapri             | Sapri (SA)                |                    |
| A.C. Sianese           | Siano (SA)                |                    |
| A.S. Sorrento          | Sorrento (NA)             |                    |
| U.S. Speranze Cavesi   | Cava de' Tirreni (SA)     |                    |
| S.S. Vis Sanseverinese | Mercato San Severino (SA) |                    |

#### Classifica finale
|  | Pos. | Squadra           | Pt | G  | V  | N  | P  | GF | GS |
|  | ---- | ----------------- | -- | -- | -- | -- | -- | -- | -- |
|  | 1.   | Angri             | 47 | 30 | 20 | 7  | 3  | 64 | 13 |
|  | 2.   | Vis Sanseverinese | 46 | 30 | 20 | 6  | 4  | 61 | 23 |
|  | 3.   | Agropoli          | 42 | 30 | 16 | 10 | 4  | 50 | 28 |
|  | 4.   | Paganese          | 38 | 30 | 16 | 6  | 8  | 59 | 37 |
|  | 5.   | Palmese (-1)      | 35 | 30 | 15 | 6  | 9  | 48 | 33 |
|  | 6.   | Cavese            | 33 | 30 | 12 | 9  | 9  | 44 | 29 |
|  | 7.   | Battipagliese     | 33 | 30 | 13 | 7  | 10 | 46 | 36 |
|  | 8.   | Sorrento          | 32 | 30 | 13 | 6  | 11 | 63 | 42 |
|  | 9.   | Sianese           | 28 | 30 | 11 | 6  | 13 | 45 | 45 |
|  | 10.  | Sapri             | 28 | 30 | 10 | 8  | 12 | 41 | 43 |
|  | 11.  | Padula            | 25 | 30 | 10 | 5  | 15 | 44 | 64 |
|  | 12.  | Pompei            | 23 | 30 | 7  | 9  | 14 | 24 | 36 |
|  | 13.  | Gelbison          | 22 | 30 | 8  | 6  | 16 | 33 | 44 |
|  | 14.  | Atripalda         | 20 | 30 | 9  | 2  | 19 | 31 | 78 |
|  | 15.  | Gesualdo          | 18 | 30 | 8  | 2  | 20 | 42 | 90 |
|  | 16.  | Speranze Cavesi   | 9  | 30 | 4  | 1  | 25 | 20 | 67 |

Legenda:
      Ammessa alle finali regionali.
      Retrocessa in Seconda Categoria Campania 1965-1966.
Regolamento:
Due punti a vittoria, uno a pareggio, zero a sconfitta.

## Finali per il titolo
|        | Risultati |          | Luogo e data           |  |
| ------ | --------- | -------- | ---------------------- |  |
| Angri  | 1 - 0     | Acerrana | Napoli, 27 giugno 1965 |  |
| Ischia | 1 - 0     | Acerrana | Napoli, 4 luglio 1965  |  |
| Ischia | 0 - 0     | Angri    | Napoli, 11 luglio 1965 |  |

### Classifica finale[3]
|  | Pos. | Squadra  | Pt | G | V | N | P | GF | GS |
|  | ---- | -------- | -- | - | - | - | - | -- | -- |
|  | 1.   | Ischia   | 3  | 2 | 1 | 1 | 0 | 1  | 0  |
|  | 1.   | Angri    | 3  | 2 | 1 | 1 | 0 | 1  | 0  |
|  | 3.   | Acerrana | 0  | 2 | 0 | 0 | 2 | 0  | 2  |

Legenda:

      Promosso.
Note:

Due punti a vittoria, uno a pareggio, zero a sconfitta.

### Spareggio per il titolo
|        | Risultati |       | Luogo e data           |  |
| ------ | --------- | ----- | ---------------------- |  |
| Ischia | 0 - 0     | Angri | Napoli, 15 luglio 1965 |  |
| Ischia | 1 - 0     | Angri | Napoli, 18 luglio 1965 |  |

### Verdetti
- L'Ischia accede in Serie D.